# MILF (Ausdruck)
MILF, /mɪlf/ (Akronym für englisch Mother/Mom/Mum I’d Like to Fuck, wörtlich übersetzt: „Mutter, die ich gerne ficken würde“), ist ein umgangssprachlicher, durch den Film American Pie bekannt gewordener und später durch die Porno- und Erotikindustrie weiter popularisierter Ausdruck für Frauen mittleren Alters, die eine attraktive Sexualpartnerin für deutlich jüngere (meist männliche) Personen darstellen.

## Wortgeschichte

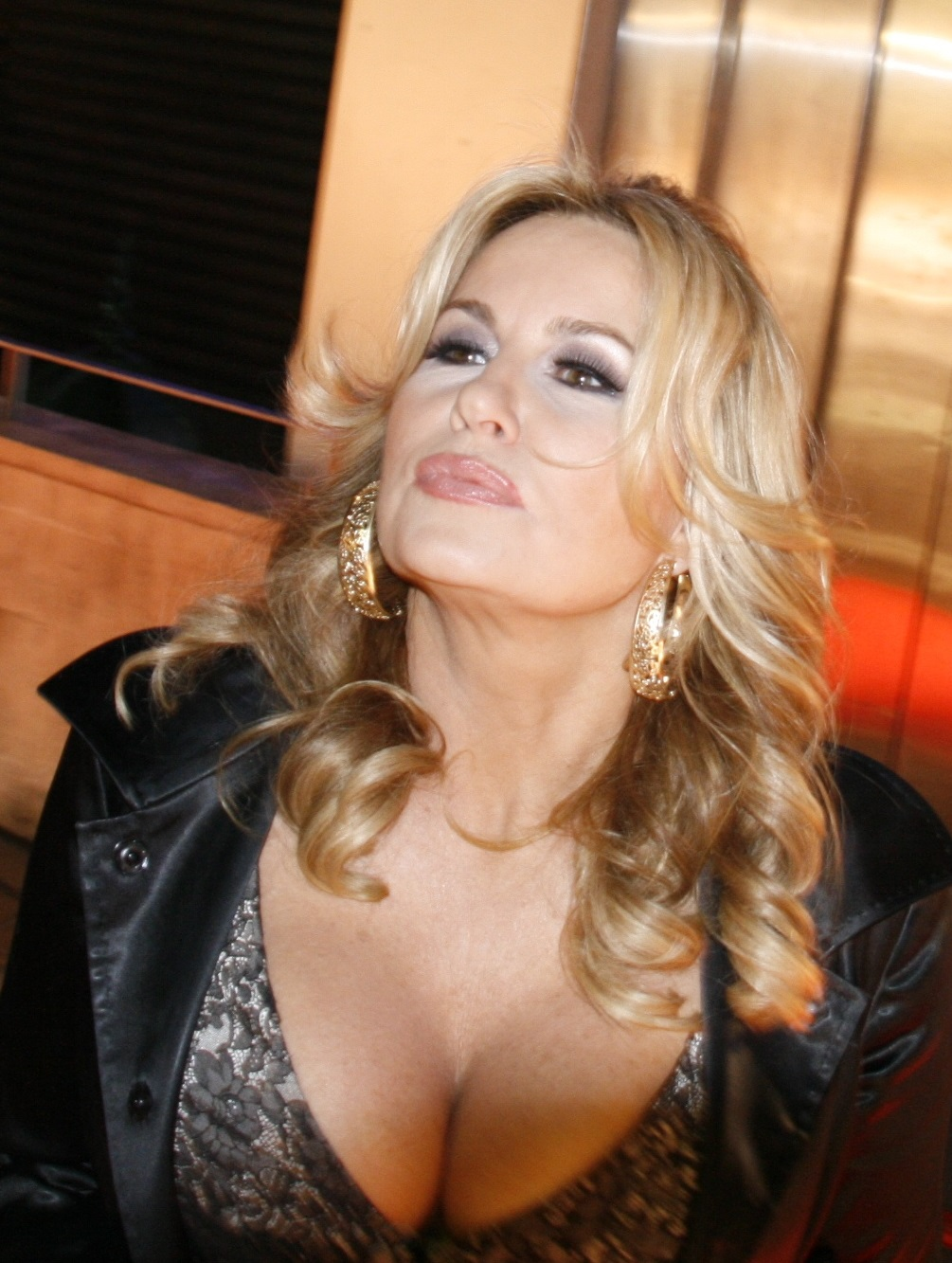
Jennifer Coolidge (2012), Darstellerin von Stiflers Mutter in American Pie

Der Ausdruck MILF wurde Anfang der 1990er Jahre im Slang von College-Studenten an der amerikanischen Westküste gebraucht und in der Bedeutung „mother I’d like to fuck“ von der Linguistin Laurel A. Sutton erstmals 1995 in einem Gender-Studies-Sammelband notiert. 1999 wurde er durch die Verwendung in der Teenager-Komödie American Pie – Wie ein heißer Apfelkuchen (Drehbuch von Adam Herz) als Begriff der Jugendsprache bekannt. Dort wurde die Protagonistin Jeanine Stifler („Stifler’s Mom“) als MILF (in der deutschen Synchronisation eingedeutscht zu „MIGF“) bezeichnet. Die Rolle wurde von der damals 38 Jahre alten Darstellerin Jennifer Coolidge verkörpert. „MILF“ wurde anschließend als Titel unterschiedlicher gleichnamiger Pornofilmserien verwendet und ist mittlerweile als Bezeichnung für ein Genre der Pornografie, das Frauen mittleren Lebensalters zum Gegenstand hat, gebräuchlich. Inzwischen ist auch die Schreibweise „Milf“ ohne Versalien gebräuchlich.

## Begriffsverwendung
Der Ausdruck „MILF“ wird als zeitgeistiges Phänomen in vielen unterschiedlichen Zusammenhängen aufgegriffen. Der Begriff, so die Zeit 2015, sei von der Sexualwissenschaft wenig ausgelotet. Entstanden sei der Begriff zwar im Internet – speziell im Umfeld von Porno-Internetplattformen, in welchen MILF als Kategorie schon seit Jahren populär sei. Verbreitet und breiter adaptiert worden sei er jedoch durch „eine Bewegung aus dem Volk“. Das männliche Gegenstück des „DILF“ (Dad I’d Like to Fuck) ist mit geringer Zeitverzögerung und ohne die Konnotation mit Pornografie in den Medien aufgetaucht. Verwendung fand der Begriff zwischenzeitlich in Musikstücken, in Film- und TV-Serien-Dialogen sowie im Rahmen von Kampagnen und Performances.

### Medien

#### Englischsprachig
Die Band Fountains of Wayne veröffentlichte im Jahr 2004 mit dem Song Stacy’s Mom ein Musikvideo, welches Rachel Hunter in der Rolle einer „MILF“ zeigte. Die Band Pungent Stench veröffentlichte auf ihrem Album Ampeauty einen Song mit dem Titel Got MILF?. Der deutsche Rapper King Orgasmus One veröffentlichte im September 2011 ein 18er-Album, das den Titel „M.I.L.F.“ trägt.
Daneben spiegelt sich das Phänomen „MILF“ auch in der Literatur wider oder in Fernsehsendungen wie Desperate Housewives, The Real Housewives of Orange County und dem Wettbewerb Hottest Mom in America. Inzwischen werden neben Kaffeetassen auch T-Shirts mit dem Aufdruck „got milf?“ oder „MILF in Training“ gehandelt. So sorgte unter anderem Britney Spears für Aufsehen, indem sie letzteres Shirt während ihrer ersten Schwangerschaft trug.
In einer Folge der US-amerikanischen Fernsehserie Weeds – Kleine Deals unter Nachbarn nennt der Rapper Snoop Dogg eine neu gezüchtete Marihuana-Sorte „MILF-Gras“ nach ihrer Erfinderin, gespielt von Mary-Louise Parker, die seiner Meinung nach eine solche ist.
In dem Film Voll auf die Nüsse aus dem Jahr 2004 mit Ben Stiller ist „MILFs“ der Name eines Teams während des finalen Dodgeball-Turniers in Las Vegas. Der US-amerikanische Fernsehsender The CW hat im Jahr 2007 einen Pilotfilm für eine Comedy-Serie mit dem Titel MILF & Cookies produziert. Die Serie wird von Randi Mayem Singer sowie Will Smith und Jada Pinkett Smith produziert und handelt von vier Single-Müttern, die mit ihren Kindern alle in demselben Apartment-Komplex leben. Am 10. April 2008 wurde auf NBC die Episode MILF Island der Sitcom-Serie 30 Rock von Tina Fey ausgestrahlt, die als Thema eine nicht existierende TV-Serie namens „MILF-Island“ hat.
Während des US-amerikanischen Präsidentschaftswahlkampfes 2008 wurde der Begriff VPilf (Vice Presidents I’d like to fuck) geschaffen. In Anlehnung an MILF wurde damit die republikanische Vize-Präsidentschaftskandidatin Sarah Palin betitelt. Der parodistische Pornofilm Who’s Nailin’ Paylin? bezieht sich in seinem Untertitel „Adventures of a Hockey MILF“ auf Aussagen Palins (diese bezeichnete sich selbst als Hockey mom).
Rund um die Hochzeit von Prinz William und Kate Middleton wurde vor allem auf Internetblogs und Facebook der Begriff QILF (Queen I’d like to fuck). als Begriff des Netzjargons verbreitet; es kursiert auch der Ausdruck PILF (Princess …). Mittlerweile werden T-Shirts mit diesem Slogan verkauft. Auch Königin Rania von Jordanien wird als QILF bezeichnet. Ebenso werden attraktive männliche Stars wie David Beckham, Cristiano Ronaldo oder Bruce Willis im mittleren oder fortgeschrittenen Lebensalter in der entsprechenden Regenbogenpresse oder in Szene-Magazinen als DILFs bezeichnet.

#### Deutschsprachig
In Deutschland wurde der Begriff im Jahr 2011 von der Initiative „MILFs gegen Merkel“ aus dem Umfeld der satirischen Partei Die PARTEI aufgegriffen. Die Aktion diente der Unterstützung bei den Wahlen zum Berliner Abgeordnetenhaus 2011, bei denen der einschlägige Slogan auch auf einem Wahlplakat Verwendung fand.
Der deutsche Schriftsteller und Musiker Heinz Strunk veröffentlichte 2017 das Album Die gläserne Milf als Soundtrack zur Verfilmung seines Romans Jürgen. In seinem Hörspiel-Podcast Familienaufstellung und seiner Titanic-Kolumne Heinz Strunks Intimschatulle erwähnt er das fiktive mittelalterliche Singspiel „Der Knilch und die Milf“. Die deutsche Autorin und Standup-Künstlerin Jasmina Kuhnke verwendet das Pseudonym „Quattromilf“ in Anspielung auf ihre vierfache Mutterschaft. Auf Twitter definiert sie „Milf“ als Backronym „Mom I’d like to follow“.

Logo der Sendung M.O.M – Milf oder Missy? (2020)

Im Jahre 2020 startete das deutsche Streamingportal Joyn die Dating-Sendung M.O.M. – Milf oder Missy, in der zwei Männer aus 14 Frauen zwischen 24 und 46 Jahren auswählen sollen. Die Münchner Bürgermeisterin Katrin Habenschaden sowie die bayrische Landtagspräsidentin Ilse Aigner kritisierten die Bezeichnung der Sendung und insbesondere die breitflächige Plakatkampagne als diskriminierend. Nachdem 111 Beschwerden beim Werberat eingegangen waren, zog der Sender die Plakatkampagne zurück, änderte den Namen der Sendung in M.O.M. – Die neue Datingshow und vertonte sie teilweise neu. Nicht von der Änderung betroffen war die Wortverwendung der Teilnehmer sowie die Berichterstattung über die Sendung. Auf die in der gestoppten Plakatkampagne gestellte Frage: „Ist MILF ein Kompliment?“ antwortete Gastmoderatorin Natascha Ochsenknecht in einem Interview, sie verstehe das Wort als Kompliment – „Eigentlich ist MILF ein Kompliment, leider hat das nicht jeder verstanden.“ Verona Pooth veröffentlichte 2023 den Ratgeber Die Super-MILF.

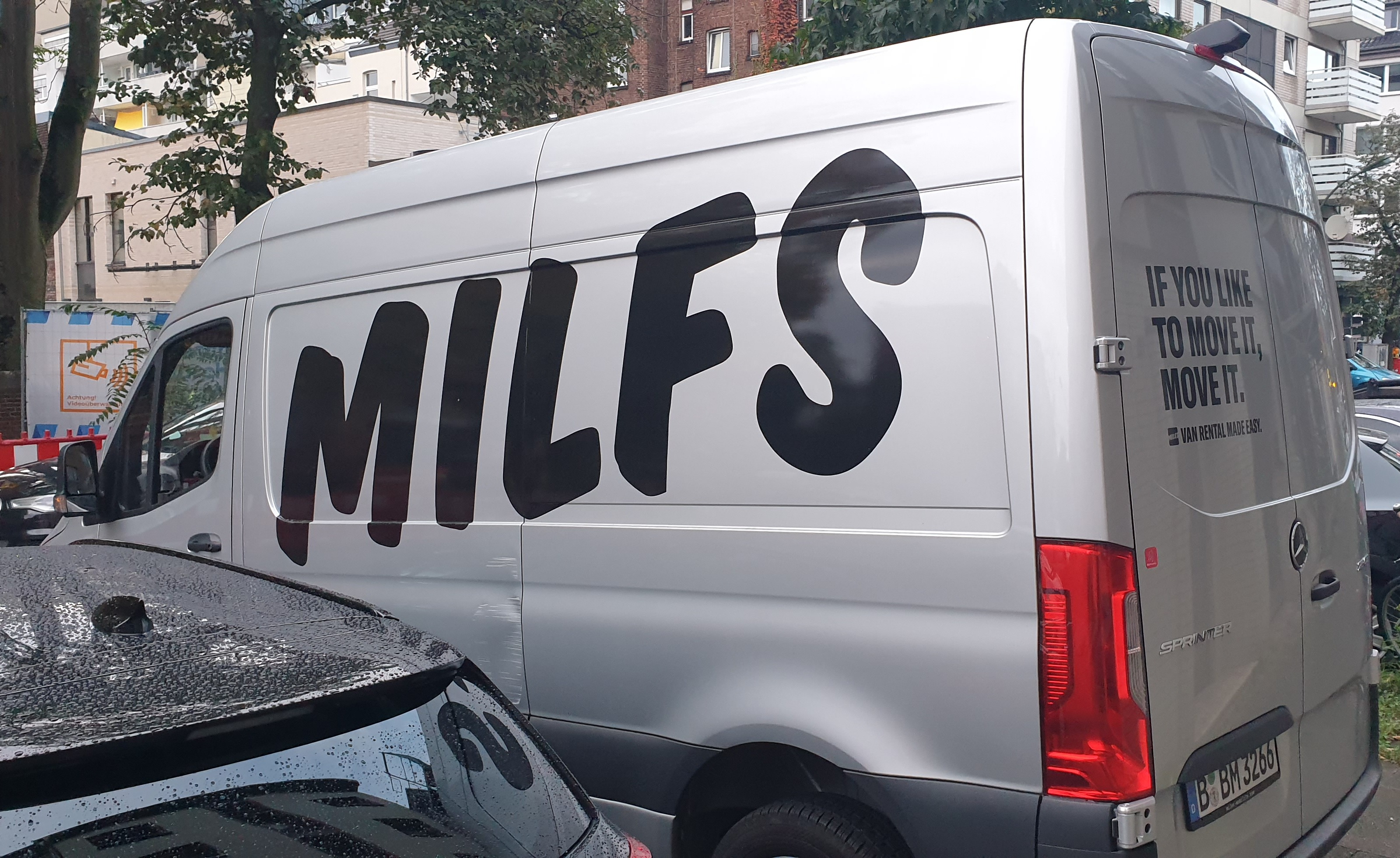
In „MILFS“ abgewandelter Schriftzug auf einem Miles-Transporter in Düsseldorf

Seit Anfang 2024 erlangte der Carsharing-Dienst Miles Mobility Aufmerksamkeit durch flächendeckenden Vandalismus an seinen Fahrzeugen. Immer wieder wird seitdem der untere Strich des Buchstabens „E“ von zahlreichen Fahrzeugen entfernt, sodass das Wort „MILFS“ zu lesen ist.

### Pornografie
Bekannte Filmreihen des Genres MILF sind zum Beispiel MILFs Like It Big, My Friend’s Hot Mom, It’s a Mommy Thing!, Dirty Rotten Mother Fuckers, Seasoned Players, MILF Performers of the Year, Momma Knows Best, Moms Bang Teens, MILF Lessons und MILF Soup von Bangbros, MILF Cruiser oder Diary of a MILF von Naughty America, Big Titty MILFs von Devils Film sowie Pure MILF von Pure Passion.
Bekannte Filme des Genres sind 40 ans, Tentations d’une Femme Mariée, ein französischer Porno-Spielfilm der Regisseurin Liselle Bailey aus dem Jahr 2019. Er wurde bei den AVN Awards 2020 als „Best MILF Production“ ausgezeichnet. 40 ans, Déjà Veuve, ein französischer Porno-Spielfilm derselben Regisseurin. Stepmom Swap, eine Produktion von Digital Playground (2016), Housewives of Amber Lane (Wicked Pictures, 2007), Octomom Home Alone (Wicked Pictures, 2012), MILF POV Fantasy, eine POV-Produktion von Evil Angel, (2019).
Serien wie MILF Chocolate von Legend und Chocolate MILF von Video Team sind überwiegend mit afroamerikanischen Darstellerinnen wie etwa Lacey Duvalle, Midori, Sinnamon Love und Jada Fire besetzt.
Die Darstellerin Vicky Vette wurde im Jahr 2005 im Alter von 40 Jahren mit einem AVN Award als „Best Tease Performance“ in dem Film Metropolis ausgezeichnet. Im Jahr 2007 feierte Teri Weigel im Alter von 45 Jahren als MILF ein Comeback in dem Film American MILF.
Im Jahr 2008 gab es erstmals zwei Kategorien zum Thema MILF bei den sogenannten „Porno-Oscars“, den US-amerikanischen AVN Awards: Gewinner in der Kategorie „Best MILF Release“ war der Film It’s a Mommy Thing! (u. a. mit Nina Hartley) und als Gewinner in der Kategorie „Best MILF Series“ wurde die Filmreihe Momma Knows Best von Red Light District ausgezeichnet (u. a. mit Francesca Lé). Die Serie Seasoned Players von Tom Byron wurde in den Jahren 2009, 2010 und 2012 jeweils als „Best MILF Series“ ausgezeichnet.
Die Organisation X-Rated Critics Organization kürt seit 2006 jedes Jahr eine Darstellerin zur „MILF of the Year“. Bisher wurden die folgenden Darstellerinnen in dieser Kategorie ausgezeichnet: Janine Lindemulder (2007), Kylie Ireland (2008), Julia Ann (2009, 2011), Lisa Ann (2010), India Summer (2012, 2015), Veronica Avluv (2013), Francesca Lé (2014), Kendra Lust (2016), Cherie DeVille (2017, 2018), Bridgette B. (2019).
Bei den AVN Awards 2011 und 2013 wurde Julia Ann als „MILF Performer of the Year“ ausgezeichnet. In den Jahren 2012, 2014 und 2015 wurde India Summer ausgezeichnet. In den Jahren 2016 und 2017 erhielt Kendra Lust den Preis, in den Jahren 2018 und 2019 wurde Cherie DeVille ausgezeichnet und im Jahr 2020 gewann diesen Preis Alexis Fawx. 2021 ging der Preis wieder an Cherie DeVille und 2022 erneut an Alexis Fawx. Im Jahr 2023 gewann Cherie DeVille den Preis wiederholt und im Jahr 2024 erstmals Penny Barber.